# Triptyque de Mérode
Le Triptyque de Merode ou Triptyque de l'Annonciation est un retable triptyque attribué à l'atelier du peintre primitif flamand Robert Campin, copiant probablement un original de Campin. Il est réalisé après 1422, probablement entre 1425 et 1428.
Il est considéré[Par qui ?] comme la plus belle œuvre d'un peintre primitif flamand exposée à New York, et en Amérique du Nord jusqu'à l'acquisition de L’Annonciation de Jan van Eyck ; ce triptyque demeure aujourd'hui l'œuvre la plus célèbre de Campin, grâce au charme incontestable du cadre domestique et du paysage urbain que l'on aperçoit à travers la fenêtre.[réf. nécessaire]

## Description

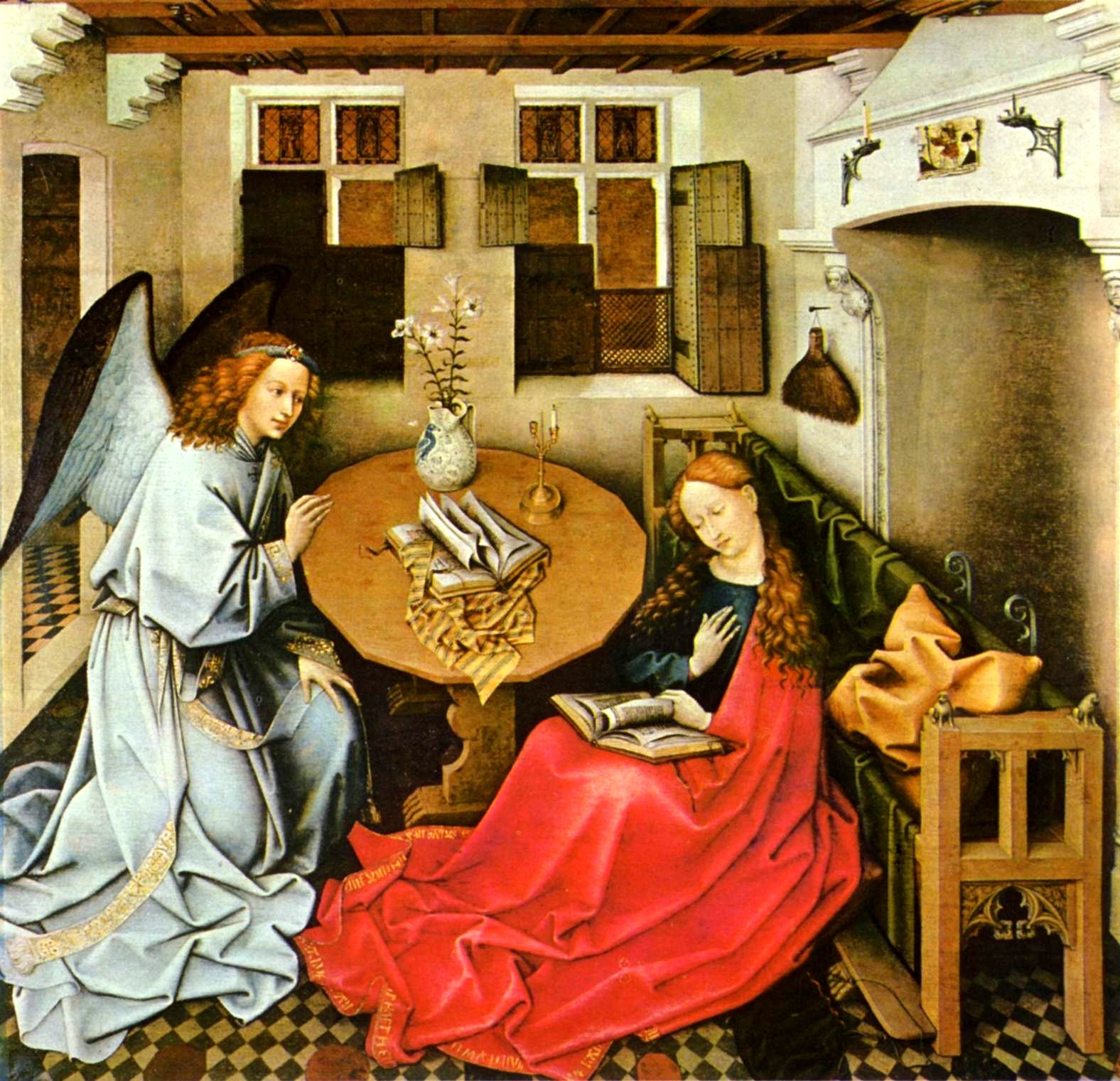
La version des Musées royaux des beaux-arts de Belgique du panneau central à Bruxelles.

Cette œuvre est un triptyque probablement commandé pour un usage privé, le panneau central étant relativement petit (64 × 63 cm) et chacun des volets mesure 65 × 27 cm. Les portraits des donateurs sont représentés sur le panneau de gauche ; le personnage de la donatrice et la servante derrière elle semblent avoir été ajoutés après la réalisation du retable par un autre artiste, peut-être après que le donateur se soit marié. Les personnes représentées appartiennent à la bourgeoisie des environs de Malines qui sont recensés à Tournai en 1427, ils sont identifiés grâce au blason représenté sur le vitrail de la fenêtre du panneau central. Le panneau central représente l'Annonciation à Marie ou, plus précisément, le moment précédant l'annonce de l'archange Gabriel à Marie. Un petit portrait du Christ, tenant une croix, descend des cieux en direction de Marie, représentant son imprégnation par Dieu. Une scène inhabituelle représentant saint Joseph au travail dans son atelier de charpentier occupe le volet de droite. Une autre aspect inhabituel est que, bien que Marie et Joseph ne se marient qu'après l'Annonciation, ils sont représentés ici comme s'ils vivaient ensemble à ce moment-là.
Le retable est exposé à The Cloisters, un département du Metropolitan Museum of Art à New York. Il existe une autre version du panneau central à Bruxelles, qui est - peut-être - la version originale de Campin. Le retable appartenait aux familles nobles belges Arenberg et Merode avant qu'il ne soit mis en vente sur le marché de l'art par un héritier de la comtesse Jeanne de Merode.

## Symbolisme

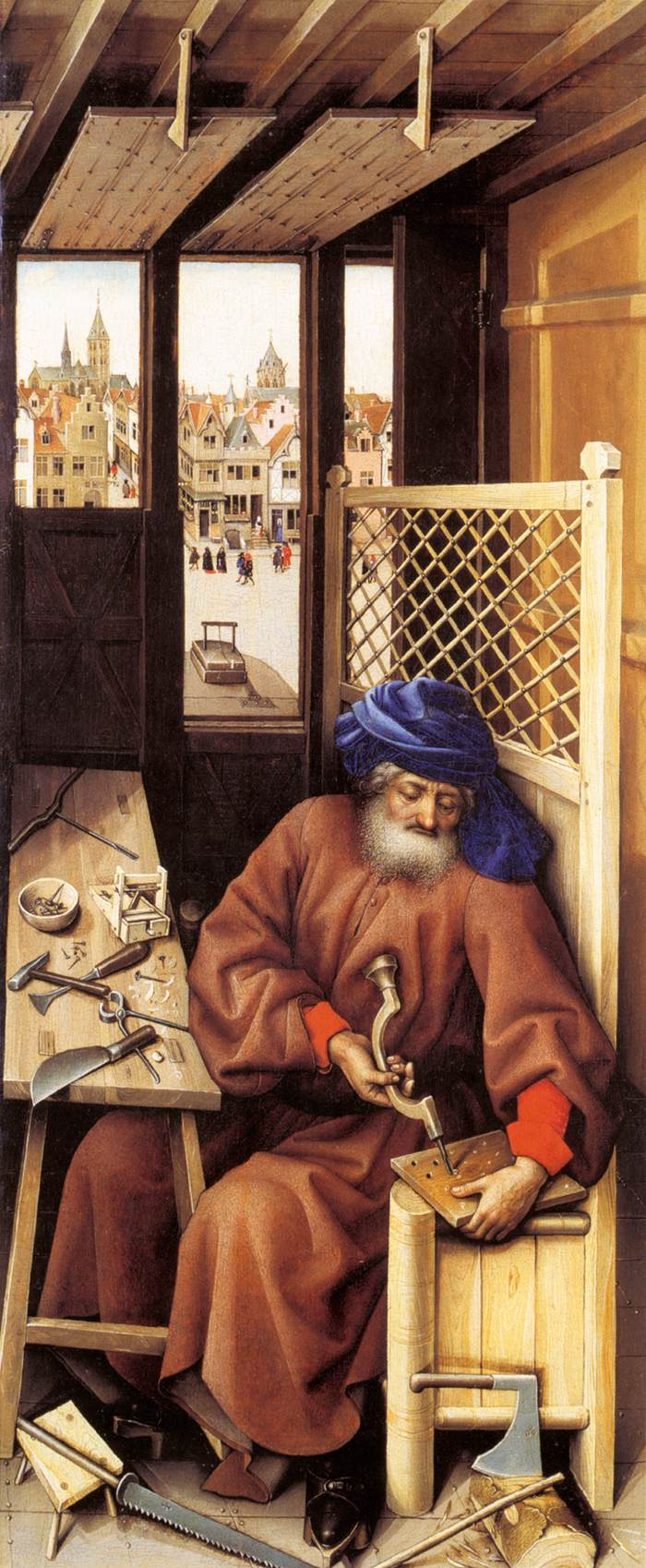
Le volet droit.

L'iconographie comporte un symbolisme religieux, bien que son ampleur et sa nature exacte soit encore le sujet de débats - Meyer Schapiro fut un pionnier dans l'étude du symbolisme de la souricière et, par la suite, Erwin Panofsky prolongera, trop pour certains, l'analyse des symboles et traitera de manière extensive tous les détails du mobilier et des objets représentés. Des débats similaires existent pour de nombreuses peintures des primitifs flamands, et de nombreux détails représentés pour la première fois sur ce retable réapparaissent dans des scènes d'Annonciation chez d'autres artistes.
Un parchemin et un livre sont représentés devant Marie, symbolisent l'Ancien et le Nouveau Testament, et le rôle que Marie et l'Enfant Jésus jouent dans la réalisation de la prophétie. Les lys posés dans le vase en faïence représentent la virginité de Marie. Les sculptures de lions qui ornent le banc ont également un rôle symbolique, ils font référence au Trône de la Sagesse, également appelé trône de Salomon - cet élément décoratif apparaît dans plusieurs tableaux de Jan van Eyck, qu'ils représentent des scènes religieuses ou laïques (comme dans la Vierge de Lucques et Les Époux Arnolfini). Les ustensiles destinés à l'hygiène au fond de la salle, son également inhabituels pour un intérieur domestique, et pourraient être une piscine comme celles que les prêtres utilisent pour se laver les mains pendant la messe. Les seize côtés de la table peuvent faire allusion aux seize principaux prophètes hébreux ; la table est généralement considérée comme un autel, et l'archange Gabriel porte un habit de diacre. Le tableau, comme l’Annonciation de Van Eyck à Washington, est l'une des nombreuses œuvres qui contiennent une symbolique complexe concernant l'Annonciation, la messe et le sacrement de l'Eucharistie. Marie est assise sur le sol pour montrer son humilité ; les plis de sa robe, et la façon dont la lumière se reflète sur eux, forment une étoile, faisant probablement référence aux nombreuses comparaisons théologiques qui assimilent Marie à une étoile ou à des étoiles.
Dans le volet de droite, saint Joseph, qui était charpentier, a construit une ratière symbolisant le Christ piégeant et défaisant le diable, une métaphore utilisée par trois fois par saint Augustin : « Le diable exulta quand le Christ mourut, et par cette mort même du Christ il fut vaincu, comme s’il avait avalé l’appât dans la ratière […] La croix du seigneur est la ratière du diable ; l’appât par lequel il fut capturé est la mort du seigneur[source insuffisante] » et « Pour nous racheter, (notre rédempteur) tendit sa croix comme ratière et il y mit son propre sang comme appât[source insuffisante]. » Joseph est représenté en train de réaliser un équipement destiné à la vinification utilisé à l'époque, qui symbolise le vin de l'Eucharistie et la Passion du Christ (en un pressoir mystique). Le symbolisme de la ratière est également présent à l'extérieur de l'atelier de Joseph, à travers la fenêtre on aperçoit une autre ratière, symbolisant une fois de plus que Jésus est utilisé comme appât pour capturer Satan. Ce thème est relativement rare, bien que certains parallèles existent.

## Contexte possible de la commande
Le triptyque a été associé à Malines en Belgique pendant un certain temps, le blason du donateur figurant sur la fenêtre du panneau central étant celui des Ymbrechts, Imbrechts ou Inghelbrechts, une famille originaire de la ville. Une découverte réalisée en 1966 par Helmut Nickel renforce cette hypothèse : le petit personnage barbu situé à l'arrière-plan du volet gauche (qui sera ajouté après la réalisation du retable) semble être vêtu d'un costume typique des messagers de la ville, avec un écusson représentant les armes de Malines (d'or à trois pals de gueules), cousu sur sa poitrine.
Des recherches complémentaires dans les archives du registre des échevins de Malines ont montré qu'une famille appelée Imbrechts se livrait au commerce à Malines depuis la fin du XIVe siècle et que certains de ses membres entretenaient des rapports commerciaux avec la ville de Tournai. La famille Imbrechts était étroitement impliquée dans l'Ordre Teutonique, une importante commanderie qui avait été fondée à Malines dans la première moitié du XIIIe siècle et qui dépendait hiérarchiquement de la commanderie régionale souveraines de Coblence. Au moins quatre officiers titulaires de cette commanderie ayant vécu entre 1330 et 1480 étaient apparentés ou avaient des liens d'affaires avec la famille Engelbrecht de Cologne, qui n'est pas très éloignée de Coblence.

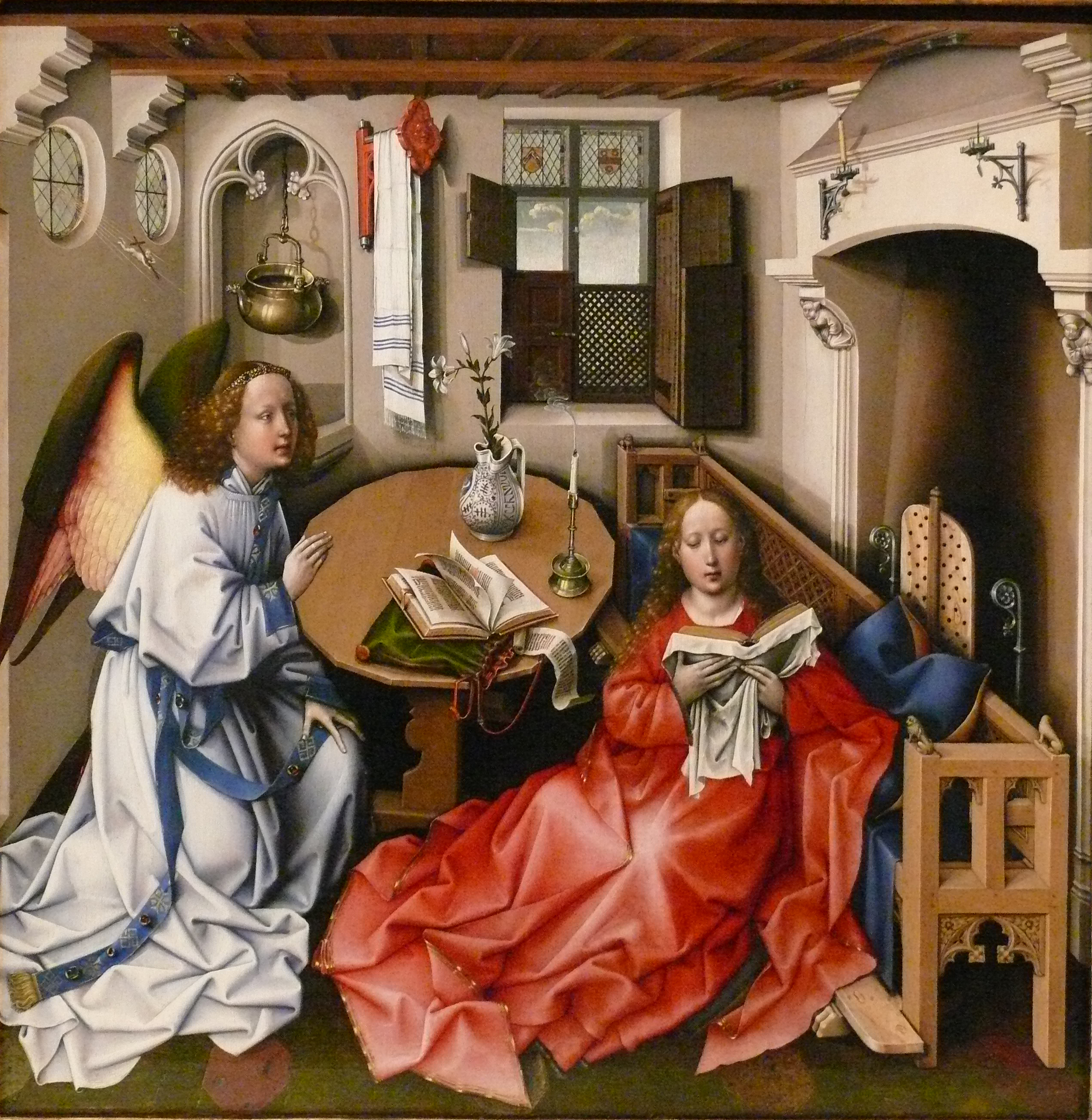
Panneau central.

C'est peut-être la présence de ces Imbrechts-Engelbrechts qui a motivé la décision de Rombaut Engelbrecht de s'installer à Malines. Cet homme, originaire de Cologne figure sous la dénomination de marchand de Malines dans les comptes municipaux de Tournai en 1426. Il n'acquiert la citoyenneté de Malines qu'après de nombreuses années de résidence dans la ville. Après Rombaut, son frère Petrus Engelbrecht devient résident de Malines (après 1450). Leur père avait été « Ratsherr » (conseiller) à Cologne. Petrus et Heinrich, un de ses frères étaient également conseillers, tout comme le sera l'un des fils de Petrus. Petrus Engelbrecht, né vers 1400, était sans doute un marchand de tissu et laine, et était très prospère si l'on en juge les propriétés qu'il possédait à Anvers, Malines et Luxembourg, auxquelles il faut ajouter celle du duché de Juliers et à Cologne apportées par sa première femme lors de leur mariage. Il ordonne la construction d'une chapelle dans la plus ancienne église paroissiale de Malines, employant un aumônier privé, et fonde dans sa chapelle une aumônerie pour le chant des messes, richement dotée. Petrus déménage à Malines après avoir été impliqué dans un meurtre en 1450, lorsqu'il est accusé avec son frère Rombaut d'avoir tué un prêtre. À la suite de cette affaire, Rombaut (qui était déjà citoyen de Malines à l'époque), sa sœur (qui avait épousé un homme de Malines) et lui purgent des peines de prison à Cologne.

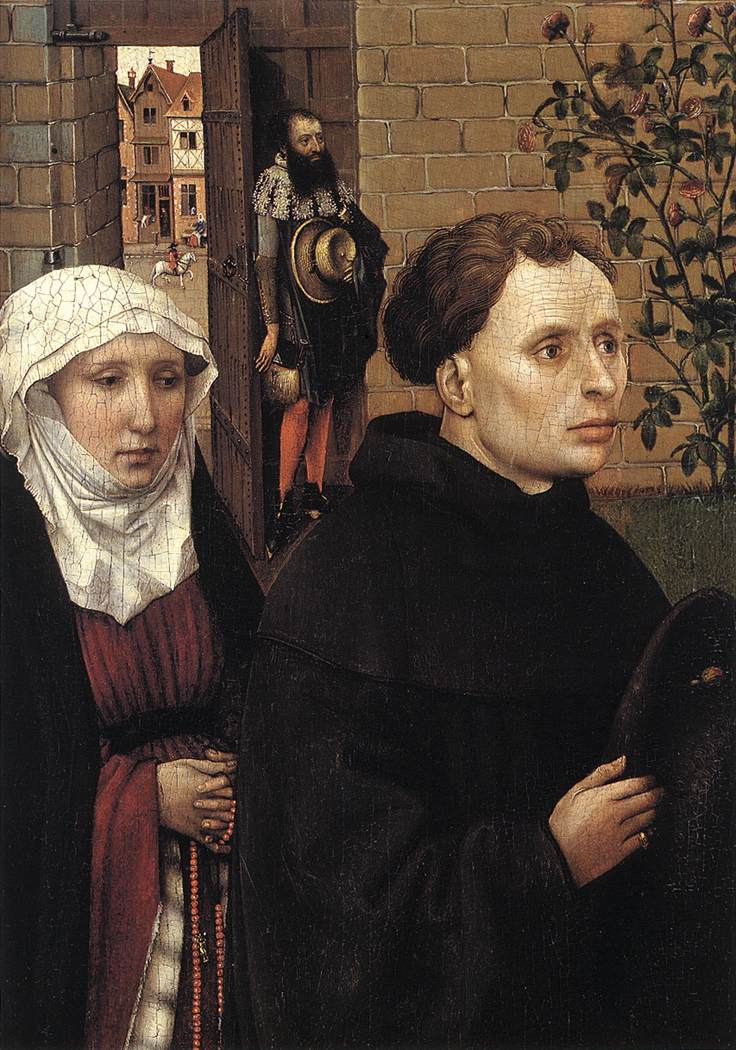
Les donateurs sur le panneau de gauche.

Le meurtre était lié à leur commerce et avait eu lieu à la suite d'une querelle entre les frères Pierre et Hendrik Engelbrecht et la veuve d'un de leurs associés avec lesquels le prêtre assassiné avait des liens étroits. Ce n'est qu'après que l'un de leurs complices a été exécuté et que le duc de Bourgogne et le prince-évêque de Liège ont proposé leur médiation, que les membres de la famille Engelbrecht sont libérés. Sur le document d'engagement formel de maintenir la paix à laquelle ils s'étaient engagés lors de leur serment de libération, le blason de Pierre est identique à ceux utilisés par les Ymbrechts de Malines. D'autres membres de la famille Engelbrecht de Cologne n'utiliseront pas ce blason avant 1450. Son frère Rombaut utilisera un sceau avec un monogramme sur le même document de libération. Il est possible que ce blason ait été imposé à Petrus comme une punition, la chaîne sur le chevron se référant à son emprisonnement.
Petrus déplace ses activités de Cologne vers Anvers puis à Malines. Dans cette ville, il est un membre bien connu et respecté de la Woolcraft ou la guilde des marchands de toile, occupant plusieurs postes dans l'administration aussi bien de la guilde que de la ville. Il n'occupe ces postes importants qu'après 1467, lorsqu'une rébellion infructueuse des citoyens de Malines offre à Charles le Téméraire l'opportunité de placer à la tête de la ville un gouvernement qui lui était acquis. Petrus a ainsi l'occasion de remercier le duc Charles de l'aide que lui avait apporté son père, lors de sa libération en 1450.
Il se marie au moins trois fois ; une première fois à une femme originaire de Cologne (entre 1425 et 1428) dont le nom de famille Scrynmakere ou Schrinemecher (signifiant « ébéniste ») peut avoir inspiré la scène inhabituelle représentant saint Joseph en charpentier sur le volet droit. Très riche, elle meurt peu avant que Petrus quitte Cologne. En secondes noces, il épouse Heylwich Bille, originaire de Breda, dont le blason est peut-être le deuxième blason qui figure sur la fenêtre du panneau central. sa troisième femme est Margareta de Kempenere qui lui survivra et à qui il lèguera sa fortune. À Anvers, il était connu comme un marchand entreprenant qui possédait plusieurs maisons en plus de la sienne et qui était le locataire de la maison de pesage. Ce qui le caractérise en tant que fermier riche et influent.
Il a été suggéré que le messager à l'arrière plan ait transporté une importante lettre entre Malines, Cologne et le duc de Bourgogne ; et qu'il s'agisse de la correspondance qui ait permis la libération des Engelbrechts. L'interprétation iconographique des noms Schrinemecher ou Schrijnmakere a été proposée par Thürlemann, qui suggère une allégorie semblable pour les noms Engelbrecht - Ymbrechts, sur la base du thème qui est représenté sur le panneau central et, qui plus est, était alors un ex-voto pour un mariage.